# Aurora Campagna
Aurora Campagna (ur. 4 sierpnia 1998) – włoska zapaśniczka walcząca w stylu wolnym. Zajęła trzynaste miejsce na mistrzostwach świata w 2024. 
Wicemistrzyni Europy w 2019. Dziesiąta w indywidualnym Pucharze Świata w 2020. Trzecia na MŚ juniorów w 2018 roku.